# Lovro Borčić
Lovro Borčić, též Lovre Borčić (12. ledna 1845 Split – 7. září 1911 Terst), byl rakouský politik chorvatské národnosti z Dalmácie, v 2. polovině 19. století poslanec Říšské rady.

## Biografie
Národní a střední školu vystudoval ve Splitu. Pak studoval fyziku a matematiku na Vídeňské univerzitě. Od roku 1864 byl suplentem a od roku 1867 řádným učitelem na reálné škole ve Splitu. V letech 1873–1875 byl profesorem na nižší reálce v Šibeniku a prozatímním ředitelem ženského učitelského ústavu v Dubrovníku. V roce 1877 byl jmenován prozatímním ředitelem reálné školy ve Splitu, kde pak od roku 1878 až do odchodu na penzi roku 1899 zastával funkci řádného ředitele. V letech 1880–1899 působil coby místopředseda okresní školské rady. V období let 1880–1893 byl předsedou zkušební komise pro strojvůdce a v letech 1883–1887 místopředsedou místní školské rady.
Byl aktivní i veřejně a politicky. V roce 1868 jako člen čtenářského spolku navrhl se skupinou chorvatských vlastenců založení chorvatské banky (vznikla ve Splitu roku 1871). Podporoval rozvoj chorvatského školství. V roce 1882, kdy chorvatská strana poprvé ovládla městskou samosprávu ve Splitu a ukončila převahu proitalských autonomašů, se stal městským radním. Patřil mezi blízké spolupracovníky Gajo Bulata. Od roku 1887 zasedal jako poslanec Dalmatského zemského sněmu, na kterém zastupoval město Split. Od studentských let byl členem chorvatské Národní strany. Poslancem Dalmatského zemského sněmu byl až do své smrti.
Působil také jako poslanec Říšské rady (celostátního parlamentu Předlitavska), kam usedl ve volbách roku 1885 za kurii městskou a obchodních a živnostenských komor v Dalmácii, obvod Split. Mandát obhájil ve volbách roku 1891, volbách roku 1897 a volbách roku 1901. Nastoupil 5. února 1901. Ve volebním období 1885–1891 se uvádí jako Lorenz Borčić, ředitel vyšší reálné školy, bytem Split.
Na Říšské radě se po volbách v roce 1885 uvádí jako člen konzervativního a federalistického Hohenwartova klubu. Ve stejném klubu zasedal i po volbách roku 1891. Po dvou letech z Hohenwartova klubu odešel a přešel do samostatného Chorvatsko-slovinského klubu. Po volbách roku 1897 je zmiňován jako umírněný chorvatský kandidát.
Zemřel v září 1911 v Terstu. Přijel do tohoto města se svou manželkou, ubytoval se v místním hotelu Adris. Okolo poledne začal být pohřešován. Jeho tělo pak bylo vyloveno z moře. Trpěl dlouhodobou chorobou a tisk spekuloval, že mohl spáchat sebevraždu.